# Timothy Thomas
Timothy Thomas (Sudafrica, ...) è un giocatore di football americano sudafricano naturalizzato britannico, che gioca come wide receiver per i Frankfurt Universe.
Dopo aver giocato nelle giovanili dei South Wales Warriors e nella squadra universitaria dei Kingston Cougars passa in prima squadra agli stessi Warriors e in seguito ai Bristol Aztecs; si trasferisce quindi in Finlandia, dove gioca per Seinäjoki Crocodiles e Helsinki Roosters. Nel 2018 firma con i Frankfurt Universe.

## Palmarès
- 1 Vaahteramalja (Helsinki Roosters: 2017)